# 센터 오브 월드
《센터 오브 월드》(The Center Of The World)는 미국에서 제작된 웨인 왕 감독의 2001년 드라마 영화이다. 몰리 파커 등이 주연으로 출연하였고 웨인 왕 등이 제작에 참여하였다.

## 출연

### 주연
- 몰리 파커
- 피터 사스가드

### 조연
- 칼라 구기노

## 기타
- 공동제작: 프랜시 그레이스
- 공동제작: 앤드류 루
- 공동제작: 헤이디 르빗
- 미술: 도널드 그레이엄 버트
- 의상: 소피 카르보넬
- 배역: 헤이디 르빗
- 배역: 키리스 니콜